# Sphaerobolus ingoldii
Sphaerobolus ingoldii är en svampart som beskrevs av Geml, D.D. Davis & Geiser 2005. Sphaerobolus ingoldii ingår i släktet Sphaerobolus och familjen jordstjärnor.   Inga underarter finns listade i Catalogue of Life.